# Abrahimowiczowie herbu własnego

Herb rodu Abrahimowiczów.

Abrahimowiczowie herbu własnego – polska rodzina szlachecka pochodzenia tatarskiego. Gałąź rodu Bachtjarowiczów.
Protoplastą rodu był Abrahim Bachtjarowicz zwany Ślepym, właściciel Dzikowszczyzny (od 1523), części na Wace i Prudzianach. W 1562 dostał w zastaw od swojego zięcia, Hussejna Szyryńskiego, część dóbr Kroszyna. Abrahim miał czterech synów: Assana, Tahira, Sabatala i Selimbeka. Trzej pierwsi sprzedali około 1591 swoje udziały na Wace. Selimbek, właściciel części Prudzian, miał syna Abrahama.
Synami Abraham, syna Selimbeka, byli Mortuza, w 1648 chorąży w chorągwi księcia Słuckiego; Janusz, wzmiankowany w 1666; Aleksander, który ze swoją żoną Fatmą Adamowiczówną miał synów Mortuzę i Bohdana, wzmiankowanych w 1681, i Eliasz, towarzysz chorągi lekkiej wojska litewskiego.
Eliasz, syn Abrahama, poślubił Fatmę Izmaelównę Talkowską. W 1646 nabył z żonę część Dowbuciszek. Przypuszcza się, że ich synem był Hamzia, żonaty z Zofią Skurmuntówną. W 1681 Zofia i Hamzia Abrahimowiczowie sprzedali swoje grunty na Poniziu.
Maciej, chorąży pułku nadwronego tatarskiego, w 1744 otrzymał od króla Augusta III w dożywocie kilka włók gruntu we wsi Szypowice. Jego bratem był Szahun (Szachan), rotmistrz pułku nadwornego tatarskiego. Poślubił on Joannę z Łowczyńskich. W 1744 i 1750 otrzymał kilkanaście włók gruntu z ekonomii kobryńskiej.
Synami Macieja byli Józef i Samuel, towarzysze w pułku 5 straży przedniej wojsk litewskich w latach 1773–1789, oraz Aleksander, adiutant w tym pułku w 1792.
Szahun i jego żona Joanna z Łowczyńskich mieli synów: Aleksandra, porucznika wzmiankowanego w 1759, Michała, porucznika wzmiankowanego w 1759 oraz Macieja, rotmistrza lekkiej kawalerii w wojsku litewskim w latach 1777–1785.
Adam Boniecki, a za nim Seweryn Uruski, zaliczył do tej rodziny Obdułę Abrahimowicza, Tatara, wzmiankowanego w 1542. Stanisław Dziadulewicz uznał to za błąd. Jego zdaniem Obduł pochodził z rodu Juszeńskich, był synem Abrahama Tymirczyca, chorążego juszeńskiego, a w aktach figuruje jako Abrahimowicz, podobnie jak jego bracia Osman, Redzip i Alejko.